# Комодор Амига 1000
Комодор Амига 1000 је био кућни рачунар фирме Комодор (Commodore) који је почео да се производи у САД током 1985. године.
Користио је Motorola MC68000 микропроцесорску јединицу а РАМ меморија рачунара је имала капацитет од 256kb, прошириво до 512k. Прошириво до 8.5 MB са картицом за проширење (512 KB CHIP RAM + 8 MB FAST RAM) и до 10 MB. 
Као оперативни систем кориштен је AmigaDOS (1.0/1.1/1.2/1.3) + WorkBench (GUI).

## Детаљни подаци
Детаљнији подаци о рачунару Amiga 1000 су дати у табели испод.
|                       | |
| 1000                  | |
| Произвођач            | Комодор |
| Тип                   | кућни рачунар                                                                                              |
| Меморија              | 256kb, прошириво до 512k. Прошириво до 8.5 са картицом за проширење (512 CHIP RAM + 8 FAST RAM) и до 10 MB |
| Поријекло             | Сједињене Америчке Државе                                                                                  |
| Година                | 1985 |
| Тастатура             | Пуна величина, стил писаће машине, 89 тастера, 10 функцијских тастера и нумеричка тастатура                |
| Процесор              | |
| Фреквенција процесора | 7,16 |
| RAM                   | 256kb, прошириво до 512k. Прошириво до 8.5 са картицом за проширење (512 CHIP RAM + 8 FAST RAM) и до 10 MB |
| ROM                   | 8 (Kickstart није у ROM-у већ копиран у РАМ током иницијалне бут процедуре, гдје заузима 256 )             |
| Текст                 | 60 x 32 / 80 x 32                                                                                          |
| Графика               | 320 x 200 и 320x400 (32 боје), 640 x 200 и 640 x 400 (16 боја)                                             |
| Боја                  | све до 64 боје од 4096 (EHB мод)                                                                           |
| Звук                  | Четири 8-битна PCM гласа, 9 октава                                                                         |
| Димензије             | 4.25 x 17.75 x 13 / 13 фунти                                                                               |
| Портови               | |
| Оперативни систем     | |